# 龙突骑支
龙突骑支（?—?），龙姓，7世纪西域焉耆国王。
焉耆原役属于西突厥，隋大业年间，他遣使赴朝贡隋朝。唐太宗贞观六年（632年），焉耆国王龙突骑支遣使入唐进贡方物，请求唐朝重新开放沙漠商旅道路，唐太宗批准。受命援助沙钵罗咥利失可汗以平定西突厥内乱。开放商路导致高昌不满，高昌袭击抢劫焉耆的使团和商队。高昌在贞观十二年（638年），与处月和处密部落，攻击焉耆，攻陷五个城市，抓获焉耆男子和妇女一千五百人。麴文泰还与西突厥沙钵罗叶护可汗阿史那薄布入侵唐朝的伊吾（今新疆哈密），以及焉耆。这事使贞观十四年（640年）唐朝兴兵灭亡了高昌，尽归焉耆被掠之城池与人众。
而与唐朝一直保持友好的焉耆在贞观十八年（644年）之前。贞观十五年（641年），焉耆王龙突骑支把女儿嫁给西突厥将军阿史那屈利（屈利啜）的弟弟，作为回应，龙突骑支开始倒向西突厥，减少对唐朝的朝贡。安西都护郭孝恪请求皇帝允许攻打焉耆，贞观十八年（644年），唐太宗准许。当时，龙突骑支有三个兄弟在西州，郭孝恪以其中的一个龙栗婆準当他的向导。据说，由于焉耆国都被水环绕，郭孝恪在夜间穿越水域，发动突然袭击。当天上午，唐军爬上焉耆城墙，攻克焉耆，俘获龙突骑支。龙突骑支和他的家人被送到长安，唐太宗释放了他们。
贞观二十三年（649年），唐太宗去世。永徽二年（651年），龙突骑支的弟弟龙先那準去世，唐高宗放回龙突骑支，让他重新当焉耆国王。拜为左卫大将军，归国。死後，龙嫩突立。龙突骑支被雕成石像，竖立在唐太宗的唐昭陵旁。
| 前任： ？       | 焉耆国王 632年以前—644年 | 繼任： 龙栗婆準 |
| 前任： 龙先那準 | 焉耆国王 651年—？        | 繼任： 龙嫩突   |